# Alfonso villares
1. REDIRECCIÓN Alfonso Villares